# Cabo Verde Airlines
Cabo Verde Airlines è la compagnia aerea di bandiera di Capo Verde ed è parzialmente posseduta dal governo del paese. Il vettore ha sede a Praia mentre il suo hub principale è situato presso l'aeroporto Internazionale Amílcar Cabral.

## Storia
Cabo Verde Airlines venne fondata nel 1958. Nel luglio 1975, in seguito all'indipendenza di Capo Verde, la compagnia venne designata come vettore nazionale e divenne una compagnia pubblica (di proprietà statale) nel 1983. In precedenza era chiamata TACV e il suo logo includeva un'ala blu con sette linee che rappresentavano il numero di voli interni tra le isole offerti dalla compagnia. Fino al 1984 serviva 8 delle 9 isole abitate. Gli standard di sicurezza inaccettabili in alcuni degli altri aeroporti del paese, vale a dire l'aeroporto Esperadinha e l'aeroporto Agostinho Neto, portarono alla cancellazione dei voli per quelle isole. Successivamente, l'aeroporto di Brava chiuse nel 2003 e quello di Santo Antão nel 2007. I voli verso l'Europa iniziarono nel 1985, con Lisbona come prima destinazione. Nello stesso anno, la compagnia iniziò i servizi per Boston, Massachusetts, USA, utilizzando un McDonnell Douglas DC-10 fornito da LAM Mozambique Airlines. Nel 1996, Cabo Verde Airlines ricevette il suo primo Boeing 757-200, nuovissimo, direttamente dalla fabbrica della Boeing a Seattle, considerato allora "l'orgoglio e la gioia di Cabo Verde Airlines", battezzato con il nome B.Leza (registrato come D4-CBG). Cabo Verde Airlines iniziò quindi a volare in Europa con i propri aeromobili ed equipaggi. Cabo Verde Airlines è stata l'unica compagnia aerea del paese fino al 1998 quando Cabo Verde Express iniziò le operazioni. Nel 2004, un altro Boeing 757-200 denominato Emigranti (registrato come D4-CBP) entrò a far parte della flotta. Per diversi anni, i due Boeing 757-200 hanno servito tutte le rotte internazionali di Cabo Verde Airlines.
Nel giugno 2015, la compagnia aprì due nuove rotte aeree per Recife e Providence, in Rhode Island; quest'ultima ha sostituito quella verso l'aeroporto Internazionale Logan di Boston. Anche i voli bisettimanali verso Bissau via Dakar ripresero, operati da un ATR 72.
Nell'agosto 2017, il governo capoverdiano ha firmato un accordo con "Loftleidir Icelandic" (parte del gruppo Icelandair) che ha portato l'amministrazione di Cabo Verde Airlines sotto il controllo del gruppo islandese. La nuova amministrazione ha spostato l'hub della compagnia all'aeroporto Internazionale Amílcar Cabral, servendo da quell'aeroporto le Americhe, l'Europa e l'Africa.
Il 5 novembre 2017, Icelandair ha trasferito il primo Boeing 757-200 alla compagnia, questi aerei sono stati utilizzati per rafforzare le rotte già esistenti e per operare voli giornalieri verso Lisbona, Fortaleza e Recife.
Nel maggio 2018, la compagnia ha annunciato che avrebbe preso il nome "Cabo Verde Airlines" per rafforzare il rapporto tra il vettore aereo nazionale e il paese stesso. Cabo Verde Airlines ha aumentato la connettività di Capo Verde con il resto del mondo, con nuove rotte verso Salvador de Bahia, Milano, Parigi, Lisbona e Roma. Il vettore ha anche aumentato la frequenza di voli verso Recife e Fortaleza.
Il 1º marzo 2019, Loftleidir ha pagato 1,3 milioni di euro (il 51% delle azioni) per Cabo Verde Airlines, fortemente indebitata, che l'ha portata a diventare l'azionista di maggioranza. Poco dopo, il nuovo proprietario (Loftleidir) ha nominato un nuovo CEO. Sono state introdotte nuove destinazioni, tra cui Porto Alegre, Lagos e Washington.
Nel giugno 2021 è stato annunciato che Cabo Verde Airlines avrebbe presto ottenuto un nuovo consiglio di amministrazione e avviato una fase di ristrutturazione e ridimensionamento della società. Nel luglio 2023, Cabo Verde Airlines ha aggiunto il suo primo Boeing 737 MAX 8 alla sua flotta, utilizzandolo per i voli internazionali.

## Destinazioni
Al 2025, Cabo Verde Airlines opera verso le seguenti destinazioni:
Destinazioni domestiche (Capo Verde)
- Boa Vista
- Maio
- Praia
- Ilha do Sal
- São Nicolau
- São Vicente

Europa
- Francia (Parigi)
- Italia (Bergamo)
- Portogallo (Lisbona e Porto)

## Flotta
Flotta attuale 

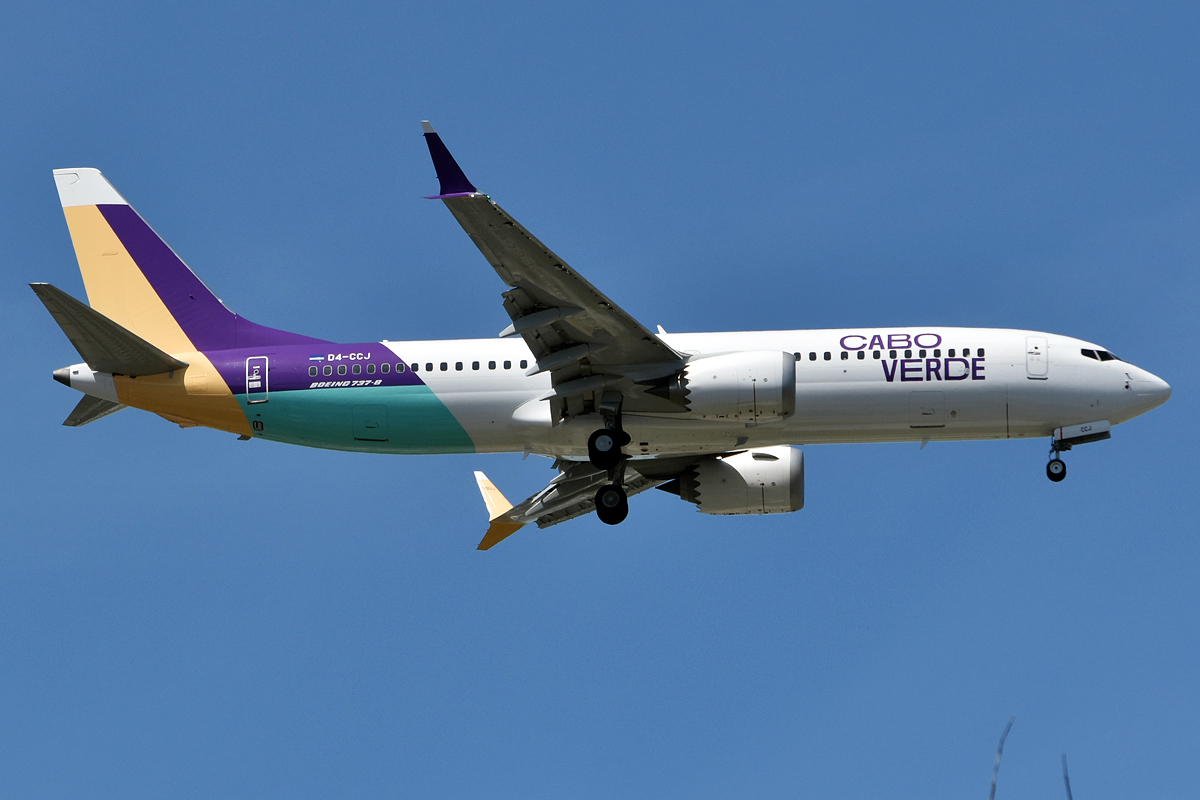
Un Boeing 737 MAX 8 della compagnia.

A giugno 2025 la flotta di Cabo Verde Airlines è così composta:

### Flotta storica

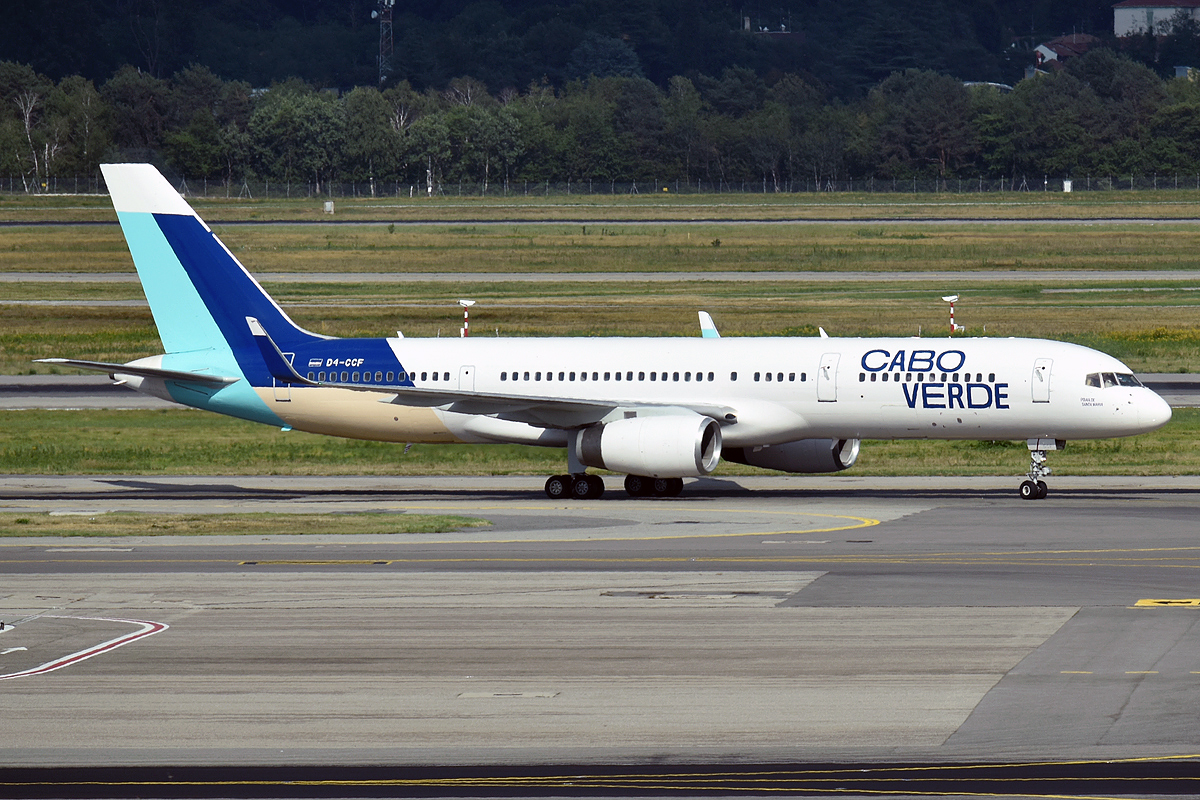
Un ex Boeing 757-200 della compagnia nell'attuale livrea.

Oltre a velivoli minori, Cabo Verde Airlines operava in precedenza con i seguenti aeromobili:

## Incidenti
- Il 7 agosto 1999, il volo TACV 5002, un Dornier Do 228, si schiantò contro il versante boscoso di una montagna ad un'altitudine di 4 490 piedi (1 370 m). L'aereo prese immediatamente fuoco, provocando la morte di tutti i 18 a bordo.[2]